# 小勾儿茶属
小勾儿茶属（学名：Berchemiella）是鼠李科下的一个属，为灌木或小乔木植物。该属共有2种，分布于东亚。